# 西崑体
西崑体（せいこんたい）は、中国文学における特徴の一つである。体の字を旧字体の「體」で表記する場合もある。宋代の初頭・真宗期に流行した。主に晩唐の李商隠、温庭筠らの詩風が影響していると考えられており、典故を引用し、また、とても艶やかな表現を好む。宋代の詩人楊億や劉筠らが提唱した。
西崑体の全盛期である10世紀後半～11世紀初めにかけては、柳開、石介らによる西崑体批判も存在した。